# Micología (serie filatélica)
Micología es el nombre de una serie filatélica emitida por la Sociedad Estatal Correos y Telégrafos de España entre los años 2007 y 2013, dedicada a las principales especies de hongos y setas que se encuentran en el territorio español. En total fueron puestos en circulación 12 sellos en 5 fechas de emisión diferentes.

## Descripción
| Fecha de emisión | Nombre del sello (descripción)                                           | Dimensiones (mm) | Valor facial (en €) |
| ---------------- | ------------------------------------------------------------------------ | ---------------- | ------------------- |
| 01.06.2007       | 1) La seta Tricholoma equestre o seta de los caballeros                  | 28,8 × 40,9      | 0,30                |
| 01.06.2007       | 2) La seta Amanita muscaria, conocida popularmente como matamoscas       | 28,8 × 40,9      | 0,78                |
| 10.10.2008       | 1) La seta Boletus regius o boleto real                                  | 40,9 × 28,8      | 0,31                |
| 10.10.2008       | 2) La seta Lepista nuda o seta de pie azul                               | 40,9 × 28,8      | 0,31                |
| 16.10.2009       | 1) La seta Cantharellus cibarius, conocida como rebozuelo o pie de cabra | 40,9 × 28,8      | 0,32                |
| 16.10.2009       | 2) La seta Boletus pinophilus o boleto del pino                          | 40,9 × 28,8      | 0,32                |
| 06.09.2012       | 1) La seta Amanita verna                                                 | 40,9 × 28,8      | 0,51                |
| 06.09.2012       | 2) La seta engañosa (Entoloma lividum)                                   | 40,9 × 28,8      | 0,51                |
| 06.09.2012       | 3) La seta de San Jorge (Calocybe gambosa)                               | 40,9 × 28,8      | 0,51                |
| 08.10.2013       | 1) La seta Agaricus xanthodermus                                         | 40,9 × 28,8      | 0,37                |
| 08.10.2013       | 2) La seta Marasmius oreades                                             | 40,9 × 28,8      | 0,37                |
| 08.10.2013       | 3) La seta Amanita pantherina                                            | 40,9 × 28,8      | 0,37                |